# Jan I de Bourbon-La Marche
Jan de Bourbon-La Marche, (ur. 1344, zm. 11 czerwca 1393 w Vendôme) – drugi syn Jakuba I, hrabiego La Marche, i jego żony – Joanny de Châtillon.
Jako młody człowiek trafił do niewoli po bitwie pod Poitiers, ale został wypuszczony. W 1362, po śmierci ojca i kilka dni później starszego brata Piotr II na skutek ran odniesionych przez nich w bitwie pod Brignais, Jan odziedziczył hrabstwo La Marche. 28 września 1364 poślubił Katarzynę de Vendôme, hrabinę Vendôme (zm. 1412) – córkę hrabiego Jana VI. Z Katarzyną miał siedmioro dzieci:
- Jakuba II, hrabiego La Marchel i Castres (1370–1438),
- Izabelę (zm. 1373), zakonnicę w Poissy,
- Ludwika I, hrabiego Vendôme (1376–1446), założyciela linii Bourbon-Vendôme
- Jana, pana Carency (1378–1457), od ok. 1416 męża Katarzyny – córki Filipa d'Artois, hrabiego Eu, od 1420 męża swojej kochanki – Joanny de Vendômois, założyciela linii Bourbon-Carency
- Annę (ok. 1380 – 1408, w Paryżu), od 1401 żonę Jana de Berry, hrabiego Montpensier (syna Jana de Berry), od 1402 Ludwika VII, księcia Bawarii,
- Marię (1386 – po 1463), panią Brehencourt, żonę Jana de Baynes, pana Escroux,
- Charlottę (1388 – 15 stycznia 1422), od 1411 żonę Janusa, króla Cypru.

## Życie
Jan wziął aktywny udział w wojnie stuletniej i został mianowany gubernatorem Limousin po tym, jak odbił te ziemie z rąk Anglików. W 1366 Jan dołączył do Bertranda du Guesclin w jego kampanii kastylijskiej. W 1374 jego zięć - Bouchard VII, hrabia Vendôme zmarł i Jan został hrabią Vendôme i Castres, na podstawie praw swojej żony. W 1382 dołączył do kampanii flandryjskiej króla Karola VI Szalonego, który był jego kuzynem. Brał w kulminacyjnej bitwie pod Roosebeke, a w 1392 walczył jeszcze w Bretanii.